# 小行星6307
小行星6307（英語：6307 Maiztegui）是一颗围绕太阳公转的小行星。1989年11月22日，菲利克斯·阿圭勒天文台在圣胡安省发现了此天体。
这颗小行星的绝对星等为274.40942215等。